# 高萩洋次郎
高萩洋次郎（日语：髙萩 洋次郎，1986年8月2日—），日本足球運動員，現時被日職球隊FC東京外借日乙球隊栃木SC，司職中場，前日本國家足球隊成員。

## 球會生涯
高萩洋次郎出自广岛三箭青训， 2005年升入一线队，2006年租借到爱媛FC。上赛季出场32场进3球。
在2014年亚冠联赛十六強首回合比赛中，高萩洋次郎帮助广岛三箭以3：1击败西悉尼流浪者。
亚冠联赛冠军西悉尼流浪者14日宣布，短期签约日本球员高萩洋次郎出战亚冠联赛。据悉，高萩洋次郎与俱乐部签署的仅仅是参加亚冠联赛的短期合同。他将代表西悉尼流浪者队参加小组赛。如果小组出线，他还将出战八分之一决赛。
日本体育报导中场高萩洋次郎基本确定加盟K经典联赛的FC首尔。在上赛季效力FC首尔时季后赛决赛击败了全北现代夺取了韩国K联赛冠军。
FC首尔的中场球员高萩洋次郎正式转会加盟FC東京的决定。
FC東京的高萩洋次郎选手租借到栃木SC，租借期限为2023年1月31日。

## 國家隊生涯
2013年首次入选日本国家足球队，参加在韩国举办的2013年东亚杯。
高萩洋次郎被日本足协发布並入选为新一届日本国家队球员，将参加2018年俄罗斯世界杯预选赛亚洲赛区比赛。

## 外部連結
- National Football Teams （页面存档备份，存于）
- Japan National Football Team Database
- 日本職業足球聯賽中的高萩洋次郎 （日語）
- 高萩 洋次郎〜気まぐれブログ〜 （页面存档备份，存于） - 公式ブログ
- プロフィール （页面存档备份，存于） - Jリーグ
- プロフィール （页面存档备份，存于） - FC東京